# Edward A. Irving
Edward A. "Ted" Irving CM, FRSC, FRS (Colne, Lancashire, 27 de maio de 1927 — Saanich, 25 de fevereiro de 2014) foi um geólogo britânico.

## Prémios e honrarias
- Medalha Logan (1975)[1]
- Medalha Walter H. Bucher (1979)[2]
- Medalha J. Tuzo Wilson (1984)
- Medalha Arthur L. Day (1997)[3]
- Medalha Wollaston (2005)[4]